# Hume (Missouri)
Pour les articles homonymes, voir Hume.
La ville de Hume est située dans le comté de Bates, dans l’État du Missouri, aux États-Unis. Sa population s’élevait à 336 habitants lors du recensement de 2010, estimée à 325 habitants en 2016.

## Source
- (en) Cet article est partiellement ou en totalité issu de l’article de Wikipédia en anglais intitulé « Hume, Missouri » (voir la liste des auteurs).